# Индијан Маунтин Лејк (Пенсилванија)
Индијан Маунтин Лејк (енгл. Indian Mountain Lake) насељено је место без административног статуса у америчкој савезној држави Пенсилванија.

## Демографија
По попису из 2010. године број становника је 4.372.
| Група             | 2000.    | 2010.         |
| Белци             | 0 (0,0%) | 3.031 (69,3%) |
| Афроамериканци    | 0 (0,0%) | 620 (14,2%)   |
| Азијати           | 0 (0,0%) | 79 (1,8%)     |
| Хиспаноамериканци | 0 (0,0%) | 616 (14,1%)   |
| Укупно            | 0        | 4.372         |